# Bomba biològica

Intercanvi entre l'aire i el mar de CO₂

Una bomba biològica en bioquímica dels oceans és la suma dels processos biològics de transport de carboni de la zona eufòtica superficial a l'interior de l'oceà. El carboni orgànic que forma la bomba biològica és transportat principalment per les partícules material que s'enfonsen, per exemple organismes morts com les algues o partícules fecals. Tanmateix, part del carboni arriba a les fondàries oceàniques com carboni orgànic dissolt (DOC) per procés físic de transport processes (downwelling).
El carboni arriba als fons en dues formes de carbonat de calci (CaCO₃) òrganic i inorgànic. La primera forma es troba en tots els organismes i com inorgànic només en els organismes calcificats com cocolitòfors, foraminífers o pteròpodes.

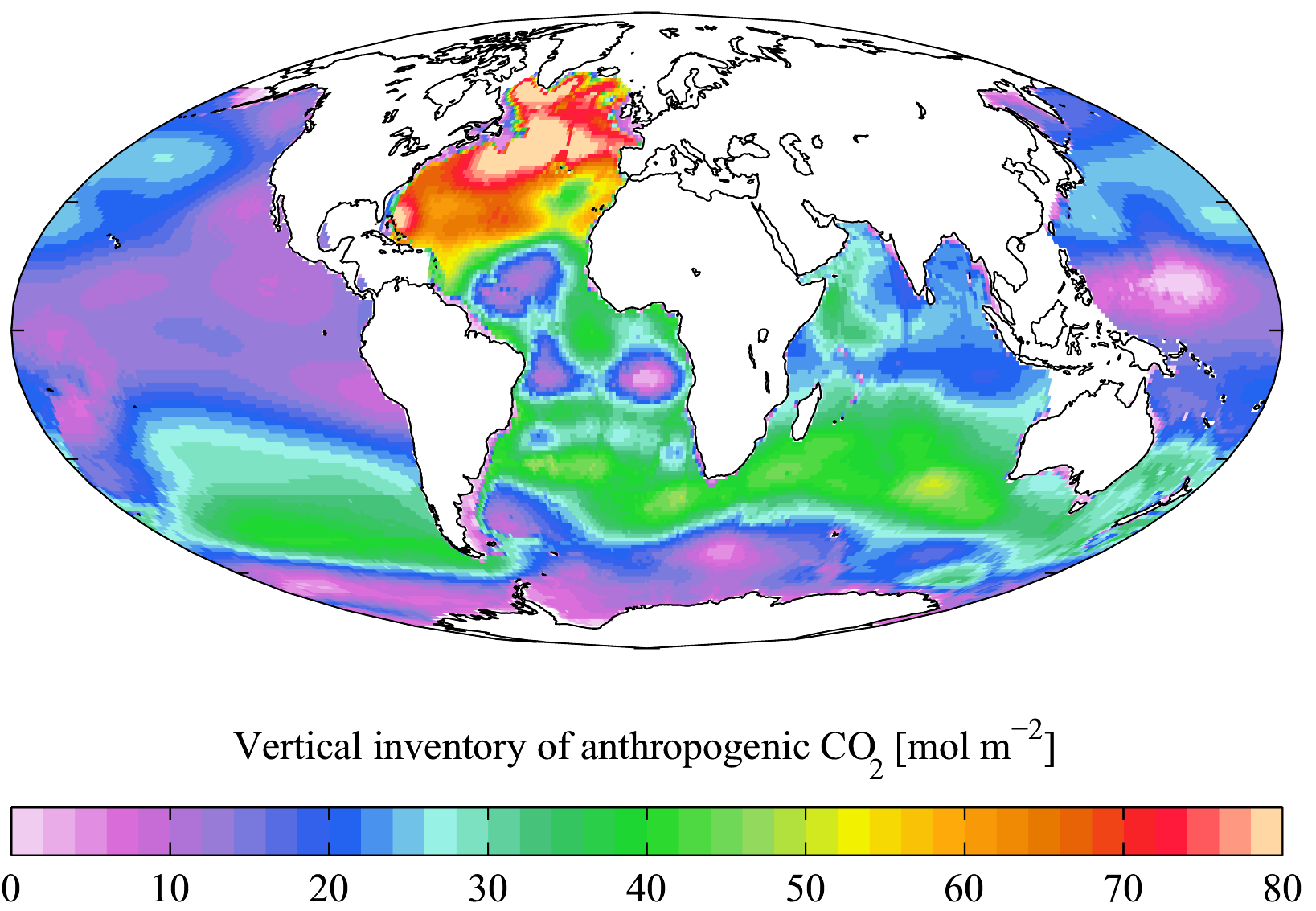
Inventari vertical en la dècada de 1990 de CO₂ antropogènic

En el cas de material orgànic la mineralització o la putrefacció torna el carboni orgànic a diòxid de carboni dissolt. La taxa de dissolució del carbonat de calci depèn de la química el carbonat local. Com aquests processos són generalment més lents que els de síntesi, i pel fet que les partícules s'enfonsen, la bomba biològica transporta material de la superfície als fons del mar.
El procés que forma la bomba biològica és difícil de mesurar. Un mètode comú per estimar-lo es basa en la producció primària alimentada pel nitrat i l'amoni.
A més de la bomba biològica actua la bomba fisico-química o bomba de solubilitat.

## Canvis antropogènics
Activitats humanes com la combustió de combustibles fòssils i la producció de ciment han donat un flux de CO₂ a l'atmosfera. Actualment representa un terç (aproximadament 2 Gt C y−1) El canvi climàtic pot afectar la bomba biològica i reduir la producció de la zona eufòtica. També l'acidificació de l'oceà pot alterar elgruix de calci dels organismes.